# トランシルヴァニアアルプス山脈

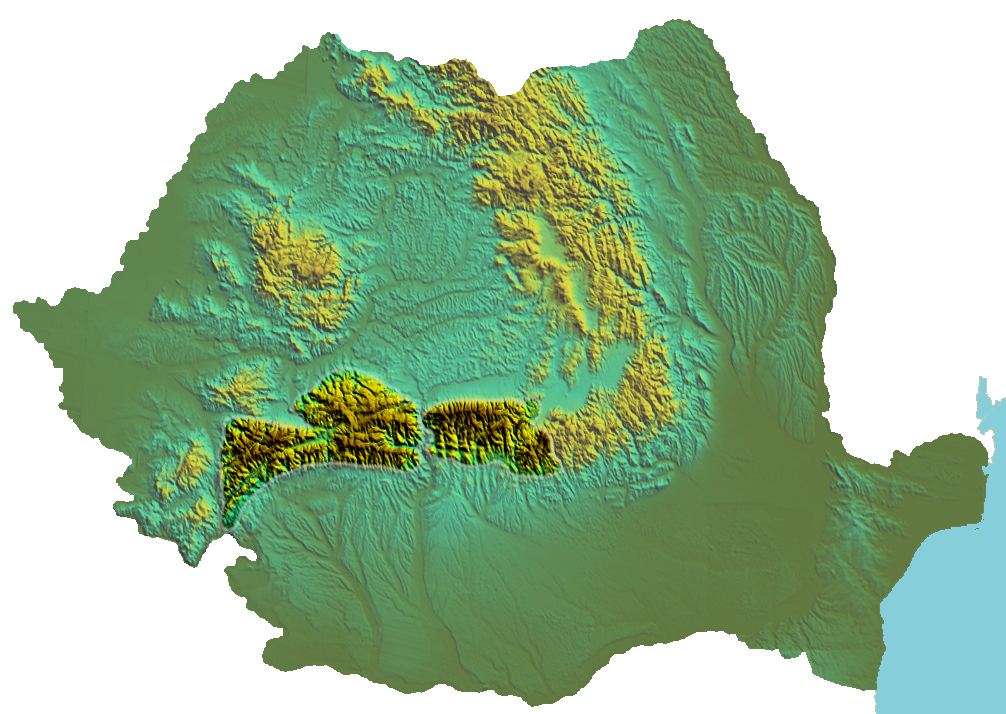
トランシルヴァニアアルプス山脈

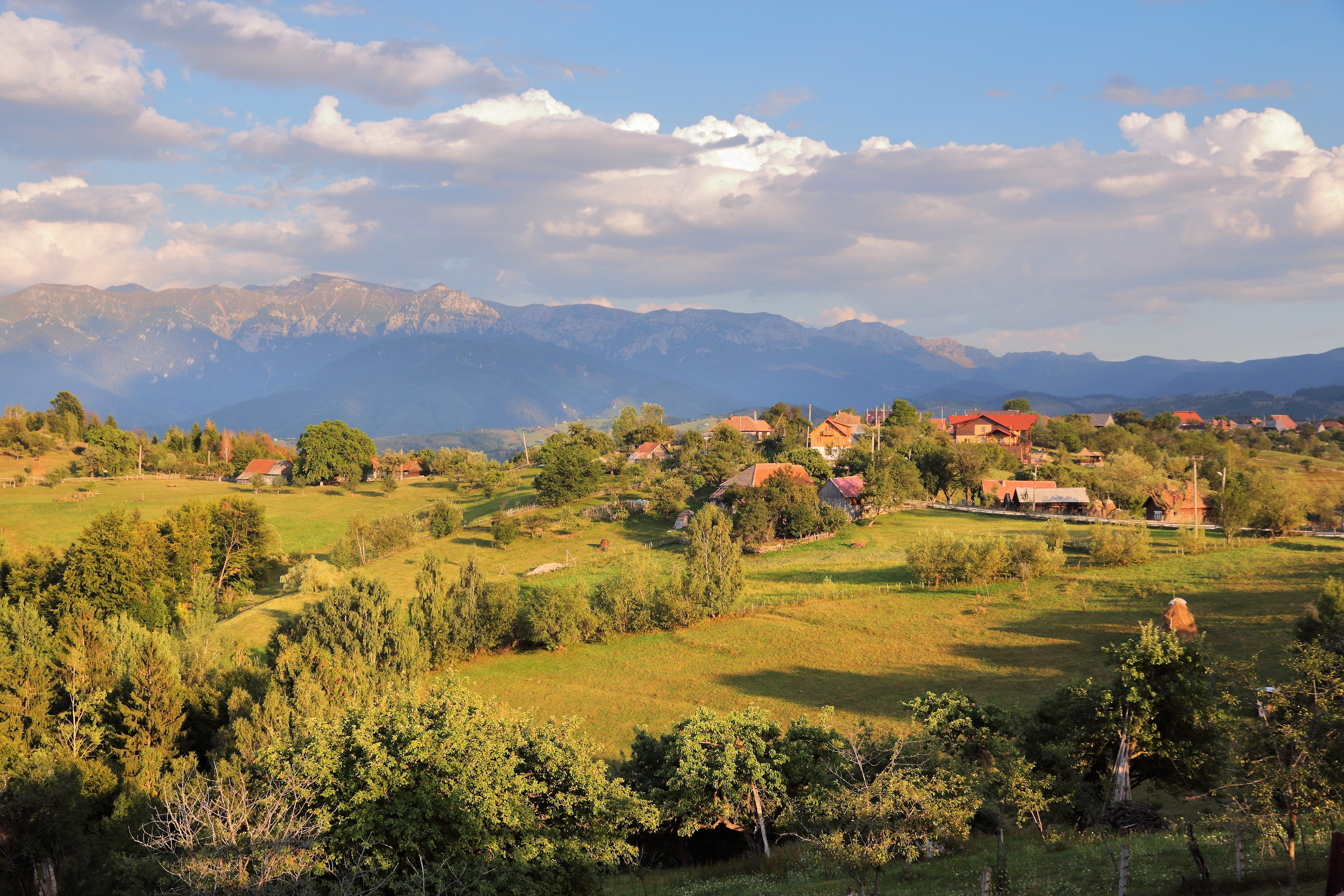
ピアトラクレイウルイ山脈

トランシルヴァニアアルプス山脈（トランシルヴァニアアルプスさんみゃく、英語: Transylvanian Alps）は、ルーマニアの中央を東西に走る山脈である。カルパティア山脈の一部分であり、南カルパティア山脈（英語: Southern Carpathians、ルーマニア語: Carpaţii Meridionali）の呼び名もある。2,000メートル級の山々が連なっており、最高峰はモルドベアヌ山の2,544メートルである。
｢トランシルヴァニア｣という名称は、ルーマニアのトランシルヴァニア地方に由来する。この山脈はトランシルヴァニア地方とワラキア地方を隔てており、かつてはハンガリー王国とオスマン帝国、後にはルーマニア王国との国境でもあった。
トランシルヴァニアアルプスはブチェジ、ファガラシュ、パルング、レテザトの4つの山群に分けられる。
ブチェジ山群
山麓のプラホヴァ渓谷一帯にはブシュテニ、シナヤ、プレデアルといったリゾートが点在、ブカレスト市民も行楽に訪れる。
ファガラシュ山群
ルーマニア最高峰のモルドベアヌ山がある。
パルング山群
シビウの南西に位置するパルティニシュは標高が高い（1,440メートル）ことで知られるリゾート。
レテザト山群
レテザト国立公園はルーマニア国内では最初の自然保護区である。1979年にユネスコの生物圏保護区に指定されたが、2021年に登録が撤回された。